# Дулич (герб)
Дулич (пол. Dulic) — польский дворянский герб.

## Описание
В красном поле половина кольца, обращенная отверстием вверх; в него водружен высокий четырёхконечный крест. На шлеме пять страусовых перьев.